# Andrea di Creta
Andrea di Creta, noto anche come Andrea da Gerusalemme, Andrea di Gortina o Andrea l'Innografo (Damasco, 660 circa – Mitilene, 4 luglio 740), è stato un vescovo bizantino, ricordato soprattutto come autore di inni sacri, alcuni dei quali cantati ancora oggi, notevoli per l’originalità della loro forma metrica e musicale. È venerato come santo dalla Chiesa cattolica e da quella ortodossa.

## Biografia
Nato a Damasco da genitori cristiani, Andrea era muto dalla nascita fino all'età di sette anni, quando, secondo i suoi agiografi, fu miracolosamente guarito dopo aver ricevuto la Comunione. Iniziò la sua carriera ecclesiastica a quattordici anni nella Lavra di San Saba, vicino a Gerusalemme, dove rapidamente guadagnò la stima dei suoi superiori. Teodoro, il vicario del Patriarcato di Gerusalemme lo fece suo arcidiacono, e lo mandò nella capitale imperiale di Costantinopoli come suo rappresentante ufficiale del sesto concilio ecumenico (680-681), che era stato convocato dall'imperatore Costantino Pogonato, per contrastare l'eresia del monotelismo.
Poco dopo che il Concilio era stato convocato a Costantinopoli, da Gerusalemme Andrea fu nominato arcidiacono alla Grande Chiesa di Santa Sofia. In seguito (circa 700), Andrea fu nominato alla sede metropolitana di Gortyna, nell'isola di Creta. Anche se fu un avversario dell'eresia del monotelismo, partecipò comunque al conciliabulum del 712, in cui i decreti del Concilio Ecumenico furono aboliti per iniziativa del basileus Filippico Bardane. Ma l'anno successivo si pentì e tornò all'ortodossia. 
In seguito, egli si occupò di predicazione e compose inni. Come predicatore, i suoi discorsi sono noti per la loro fraseologia dignitosa e armoniosa, per il quale è considerato uno dei più importanti oratori ecclesiastici di epoca bizantina.
Gli storici della Chiesa non sono dello stesso parere per quanto riguarda la data della sua morte (712, 726 o 740). Quello che si sa è che è morto nella città di Mitilene sull’isola di Lesbo, mentre tornava a Creta da Costantinopoli, dove era stato per affari della Chiesa.
La sua biografia fu scritta da Niceta, un notabile funzionario, durante il regno di Costantino V (741-775).

## Opere
Oggi Andrea di Creta è principalmente conosciuto come un innografo. A lui si deve l'invenzione (o almeno l'introduzione nel servizio liturgico ortodosso) del canone, una nuova forma di innodia. In precedenza, la parte del Mattutino era inserita tra i versetti delle Scritture. Andrea ha ampliato questi ritornelli in odi poetiche pienamente sviluppate, ognuna delle quali inizia con il tema (Irmos) del cantico scritturale, ma passa poi a illustrare il tema della festa che si celebra quel giorno (il Signore, la Vergine, un santo, i defunti, ecc.)
Il suo capolavoro, il Grande Canone (noto anche come il Canone del Pentimento o il Grande Canone di Pentimento), è il canone più lungo mai composto (250 strofe). È scritto principalmente in prima persona, e attraversa cronologicamente l'Antico Testamento e il Nuovo mediante esempi (sia negativi che positivi). Esso è diviso in quattro parti (chiamati metimonie) che sono cantati nella loro interezza al Mattutino il Giovedì della quinta settimana di Quaresima.
Ventiquattro canoni sono stati scritti da sant'Andrea di Creta, tra i quali: i canoni per la Resurrezione di Lazzaro (cantato a Compieta il Sabato, cioè, Venerdì sera, prima della Domenica delle Palme), per la Concezione di sant'Anna (9 dicembre), per i martiri Maccabei (1º agosto), per sant'Ignazio di Antiochia (2 dicembre).
Nel tomo 97 della Patrologia Graeca, alle colonne 805-1444, sono state edite alcune sue opere:
- Orationes 1-17. 19-21
- Homiliae variae
- De sanctarum imaginum veneratione
- Canon in Annae conceptionem
- Canon in Beate Mariae Virginis nativitatem
- Canon in Lazarum
- Canon magnus
- Canon in medium pentecosten
- Idiomela varia

Alcune omelie di Andrea, repertoriate nella Clavis Patrum Græcorum (CPG, da 8170 a 8228), sono state recensite nella Bibliotheca Hagiographica Graeca (BHG):
- Homilia in circumcisionem et in Basilium (CPG 8175);
- Homilia in Lazarum quatriduanum (CPG 8177; BHG 2218);
- Homilia in apostolum Titum (CPG 8185; BHG 1852);
- Homilia de humana vita et de defunctis (CPG 8191; BHG 2103);
- De sanctarum imaginum veneratione (CPG 8193; BHG 1125);
- Homilia in sanctum Nicolaum (CPG 8187; BHG 1362);
- Laudatio de miraculis sancti Therapontis (CPG 8196; BHG 1798);

Altri componimenti noti di Andrea sono:
- Iambi in Agathonem (ed. in A. Heisenberg, 1901)
- Laudatio martyrum Cretensium (ed. in B. Laourdas, in "Kretikà Chroniká", III (1949), pp. 101–117)

## Culto
La sua ricorrenza cade il 4 luglio. Dal Martirologio Romano: "A Eresso nell'isola di Lesbo, transito di sant'Andrea di Creta, vescovo di Górtina, che con preghiere, inni e cantici di raffinata fattura cantò le lodi di Dio ed esaltò la Vergine Madre di Dio immacolata e assunta in cielo".
Le sue reliquie furono trasferite da Mitilene a Costantinopoli.
Nel 1350 il pio pellegrino russo Stefan di Novgorod ha visitato le sue reliquie presso il Monastero di Sant'Andrea di Creta a Costantinopoli.